# Gibbs (Mondkrater)
Gibbs ist ein Einschlagkrater am östlichen Rand der Mondvorderseite, nordöstlich des Kraters Humboldt und südöstlich von Ansgarius.
Der Kraterrand ist mäßig erodiert, das Innere uneben.
Durch einen Einschlag am nordöstlichen Kraterrand ist ein kleines Strahlensystem mit einem Zentrum hoher Albedo entstanden.
| Buchstabe | Position          | Durchmesser | Link |
| --------- | ----------------- | ----------- | ---- |
| D         | 13,14° S, 85,9° O | 14 km       |      |

Der Krater wurde 1964 von der IAU nach dem US-amerikanischen Physiker Josiah Willard Gibbs offiziell benannt.